# Markus Lutz
Pour les articles homonymes, voir Lutz.
Markus Lutz, né le 9 juillet 1772 à Bâle et mort le 19 octobre 1835 à Läufelfingen, est un pasteur protestant et historien suisse.

## Biographie
Après avoir suivi des études de théologie à l'Université de Bâle entre 1792 et 1796, il est successivement nommé maître d'école puis pasteur. Il rédige plusieurs manuels scolaires, ainsi qu'un Vollständiges geographisch-statistisches Hand-Lexikon der Schweizerischen Eidgenossenschaft, traduit en français l'année de sa parution sous le titre de Dictionnaire géographique et statistique de la Suisse et plusieurs fois réédité et complété.
Membre fondateur de la Société suisse d'histoire et collectionneur de livres, sa bibliothèque ainsi que sa collection d'archives deviennent propriété, après sa mort, de la bibliothèque de l'Université de Bâle.

## Publications
- (de) Basel und seine Umgebungen neu beschrieben, um Eingeborne und Fremde zu orientieren, Bâle, Erasmushaus, Haus der Bücher, 1998 (ISBN 3-9521156-0-6)
- (de) Das vorderösterreichische Frickthal, 1801 (lire en ligne)
- (de) Helvetische Geschichte, 1802 (lire en ligne)Coécrit avec Leonhard Meister
- (de) Geschichte der Universität Basel : von ihrer Gründung bis zu ihrer neuesten Umgestaltung, J.J. Christen, 1826 (lire en ligne)
- (de) Rauracis : ein Taschenbuch für 1830, Liestal, Basellandschaftlicher Armenerziehungsverein, 1995
- (de) Kurze Geschichte und Beschreibung des Kantons Basel : zurn Gebrauch der Basel-Landschaftlichen Bewohner und ihrer Jugend, Liestal, Basellandschaftlicher Armenerziehungsverein, 1834
- Dictionnaire géographique et statistique de la Suisse [« Vollständiges geographisch-statistisches Hand-Lexikon der Schweizerischen Eidgenossenschaft »]  (trad. Antoine de Sprecher), F. Blanchard, 1859-1861 (lire en ligne)En deux tomes